# Barry’s Bay
Barry’s Bay ist ein Ort in der kanadischen Provinz Ontario mit ca. 1300 Einwohnern. Der zur Township Madawaska Valley gehörende Ort liegt am Rand des Algonquin Provincial Parks und ist ungefähr 190 km von der westlich gelegenen, kanadischen Hauptstadt Ottawa entfernt.
Barry’s Bay wurde nach dem Siedler James Barry benannt. Die Gegend wurde Ende des 19. Jahrhunderts vor allem von Einwanderern kaschubischer, polnischer und irischer Herkunft besiedelt. Ursprünglich hieß der Ort Kuaenash Ne-ishing, was in Algonquin, der Sprache der Ureinwohner, so viel wie ‚Schöne Bucht‘ heißt.
Das 2022 erschienene Buch Every Summer After der kanadischen Autorin Carley Fortune spielt in Barry’s Bay.

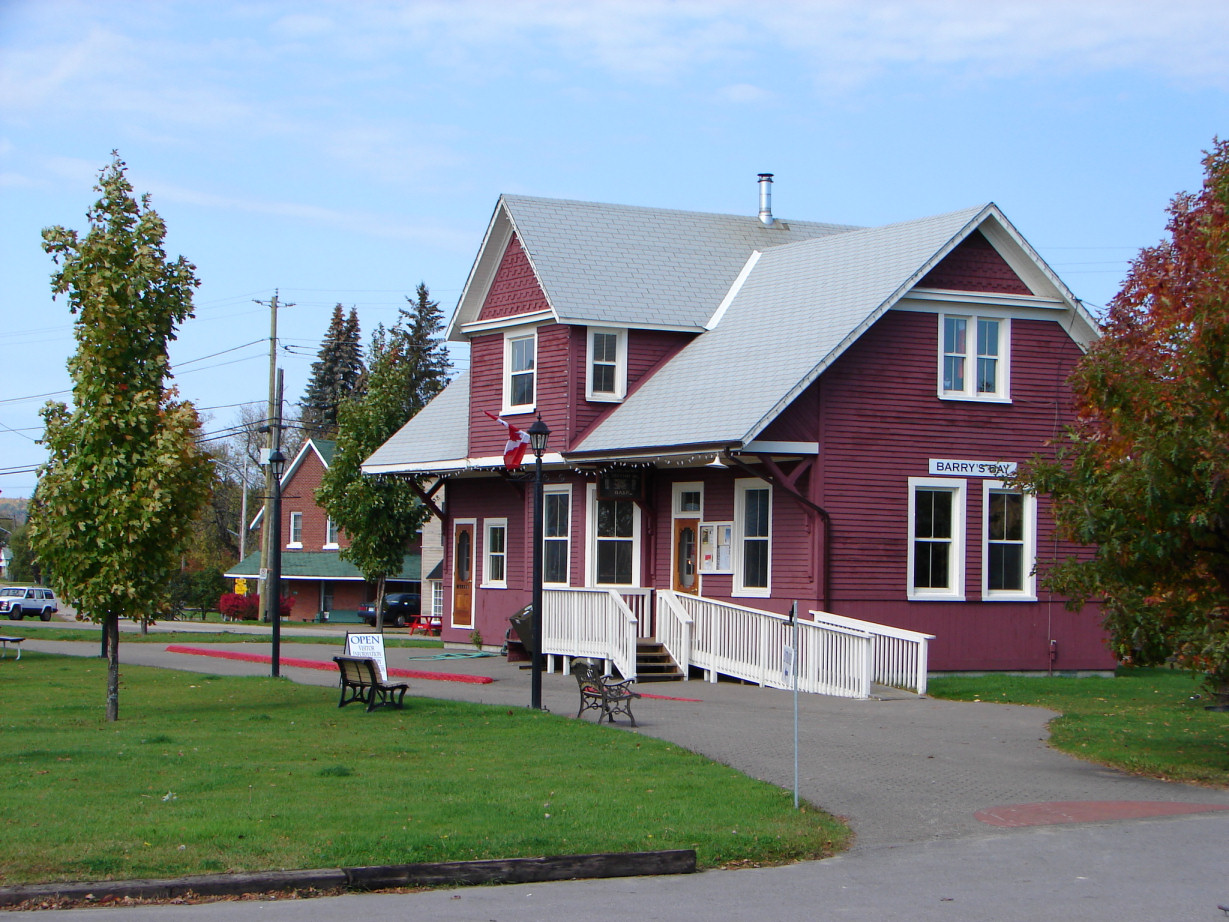
Ehemaliger Bahnhof, jetzt Touristeninformation
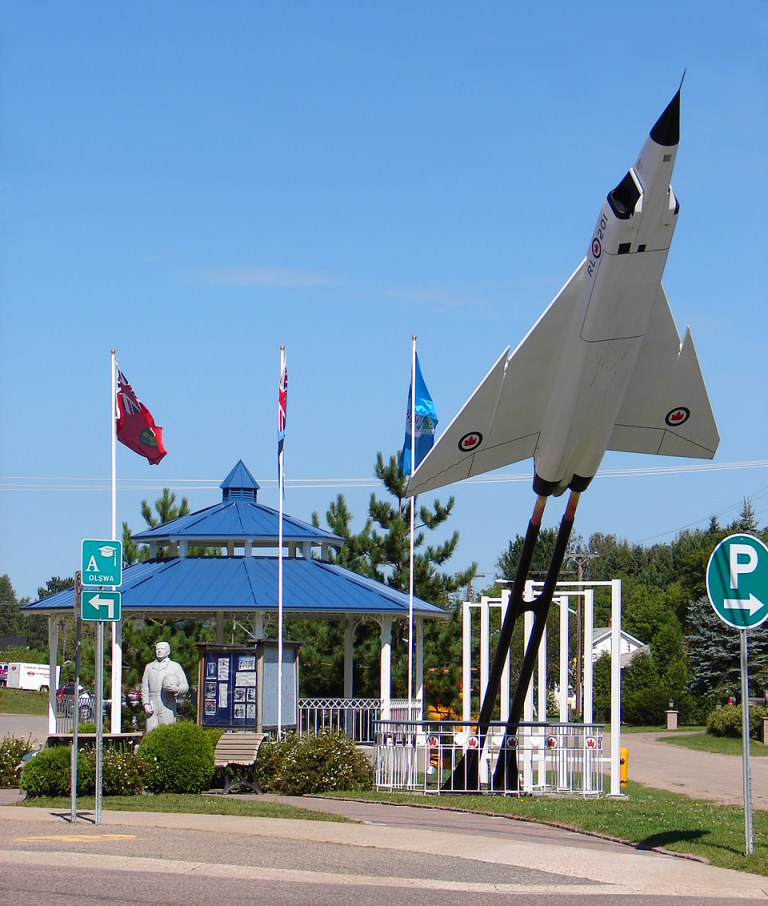
Żurakowski Park